# Сенаторы от департамента Орн
В соответствии с законодательством Франции избрание сенаторов осуществляется коллегией выборщиков, в которую входят депутаты Национального собрания, члены Регионального совета и Совета департамента, а также делегаты от муниципальных советов. Количество мест определяется численностью населения. Департаменту Орн в Сенате выделено 2 места. В случае, если от департамента избирается менее 3 сенаторов, выбор осуществляется персонально из списка кандидатов в 2 тура. В 1-м туре считается избранным кандидат, получивший более 50% голосов. Во втором туре победителем считается кандидат, получивший наибольшее число голосов.

## Результаты выборов 2023 года[1]
В выборах сенаторов 23 сентября 2023 года участвовало 1 043 выборщика.
|                | Кандидат       | Партия                        | Первый тур | Первый тур     | Второй тур | Второй тур |
| Кол-во голосов | Кандидат       | Партия                        | % голосов  | Кол-во голосов | % голосов  |            |
| -------------- | -------------- | ----------------------------- | ---------- | -------------- | ---------- | ---------- |
|                | Натали Гуле    | Союз демократов и независимых | 713        | 69,02          |            |            |
|                | Оливье Битц    | «Возрождение»                 | 442        | 42,79          | 518        | 51,65      |
|                | Венсан Сегуен  | Республиканцы                 | 361        | 34,95          | 351        | 35,00      |
|                | Жюльян Ладам   | Социалистическая партия       | 101        | 9,78           | 86         | 8,57       |
|                | Жерар Латинье  | Национальное объединение      | 70         | 6,78           | 48         | 4,79       |
|                | Пьер Ристик    | Европа Экология Зелёные       | 52         | 5,03           |            |            |
|                | Николя Ледантю | Коммунистическая партия       | 35         | 3,39           |            |            |
|                | Реми Фортье    | Непокорённая Франция          | 32         | 3,10           |            |            |

## Результаты выборов 2017 года[2]
В выборах сенаторов 24 сентября 2017 года участвовало 1 046 выборщиков.
|                | Кандидат           | Партия                        | Первый тур | Первый тур     | Второй тур | Второй тур |
| Кол-во голосов | Кандидат           | Партия                        | % голосов  | Кол-во голосов | % голосов  |            |
| -------------- | ------------------ | ----------------------------- | ---------- | -------------- | ---------- | ---------- |
|                | Натали Гуле        | Союз демократов и независимых | 602        | 58,50          |            |            |
|                | Себастьян Леру     | Республиканцы                 | 487        | 47,33          | 567        | 59,43      |
|                | Мари-Жан Веркрюис  | Вперёд, Республика!           | 257        | 24,98          | 312        | 32,70      |
|                | Филипп Сено        | Разные правые                 | 199        | 19,34          | 75         | 7,86       |
|                | Лори Эллоко        | Социалистическая партия       | 167        | 16,23          |            |            |
|                | Франсуа Толло      | Коммунистическая партия       | 53         | 5,15           |            |            |
|                | Эжен-Лоик Эрмессан | Разные правые                 | 44         | 4,28           |            |            |
|                | Раймон Эрбрето     | Национальный фронт            | 25         | 2,43           |            |            |

Результаты второго тура выборов были отменены Конституционным советом 13.04.2018, после чего назначены дополнительные выборы. 

В дополнительных выборах сенаторов 1 июля 2018 года участвовало 1 030 выборщиков.

## Результаты дополнительных выборов 2018 года[3]
|                | Кандидат           | Партия                        | Первый тур | Первый тур     | Второй тур | Второй тур |
| Кол-во голосов | Кандидат           | Партия                        | % голосов  | Кол-во голосов | % голосов  |            |
| -------------- | ------------------ | ----------------------------- | ---------- | -------------- | ---------- | ---------- |
|                | Венсан Сегуен      | Республиканцы                 | 331        | 32,14          | 413        | 42,98      |
|                | Ален Ламбер        | Союз демократов и независимых | 196        | 19,03          | 270        | 28,10      |
|                | Мари-Жан Веркрюис  | Вперёд, Республика!           | 186        | 18,06          | 259        | 26,95      |
|                | Жерар Люрсон       | Разные левые                  | 140        | 13,59          |            |            |
|                | Бертран Марешо     | Разные правые                 | 122        | 12,00          |            |            |
|                | Раймон Эрбрето     | Национальный фронт            | 25         | 2,43           | 19         | 1,98       |
|                | Франсуа Толло      | Коммунистическая партия       | 24         | 2,33           |            |            |
|                | Жан-Франсуа Пенель | Прочие                        | 6          | 0,58           |            |            |

## Избранные сенаторы (2023-2029)
- Натали Гуле (Союз демократов и независимых)
- Оливье Битц[фр.] («Возрождение»), бывший вице-мэр Страсбурга

## Избранные сенаторы (2017-2023)
- Натали Гуле (Союз демократов и независимых)
- Себастьян Леру (Республиканцы), мэр коммуны Пютанж-ле-Лак (с 02.10.2017 по 13.04.2018, отмена результатов выборов Конституционным советом)
- Венсан Сегуен (Республиканцы), мэр коммуны Беллем (с 01.07.2018)

## Сенаторы (2011-2017)
- Натали Гуле (Разные правые)
- Жан-Клод Ленуар (Республиканцы)